# موسم صيد الزنجور
موسم صيد الزنجور رواية للروائي المغربي إسماعيل غزالي. صدرت الرواية لأوّل مرة عام 2013 عن دار العين للنشر في القاهرة. ودخلت في القائمة الطويلة للجائزة العالمية للرواية العربية لعام 2014، المعروفة باسم «جائزة بوكر العربية».

## حول الرواية
يروي الكاتب المغربي «إسماعيل غزالي» في هذه الرواية حكاية عازف ساكسوفون فرنسي ينزل سائحًا على ضفاف بحيرة أكلمام أزكزا بالأطلس المتوسط بدعوة من صديقة له مغربية، حتى يجرب صيد سمك الزنجور، فيجد نفسه في متاهة متداخلة تتشابك بشخصيات عديدة ضمن أكثر من عمل سردي.
تدور أحداث الرواية في قرية معزولة بلا اسم محدد، تقع قرب بحيرة الأصوات، وهي بحيرة غرائبية لا تخضع لقوانين الطبيعة المعروفة. لا توجد إشارات زمنية دقيقة، مما يجعل الرواية خارج الزمن الواقعي، وكأنها تدور في زمن أسطوري دائري، حيث يتكرر الصيد، وتتعاقب الفصول بلا تغير حقيقي.
رواية موسم صيد الزنجور تنتمي إلى أدب الفانتازيا يرسم الكاتب من خلالها عالمًا كابوسيًا، تسكنه كائنات مشوهة وشخصيات غريبة، حيث تتداخل الأسطورة مع الواقع، وتصبح رحلة الصيد استعارة عن البحث عن الذات والمعنى

## الشخصيات

### ادريان الزنجور
- هو بطل الرواية، صياد غامض يعيش في عزلة شبه تامة. يمثل شخصية الإنسان الباحث عن معنى وجوده وسط عالم غريب ومشوّه. يتحول صيده اليومي في البحيرة إلى رحلة داخلية مليئة بالأسئلة والكوابيس.

#### الشيخ الحائك
- شخصية تمثل الحكمة الشعبية المختلطة بالخرافة. ينقل للزنجور حكايات وأساطير قديمة، ويبدو كأنه الحارس الرمزي لذاكرة القرية.

##### امرأة الظل
- شخصية غامضة، تظهر في لحظات مفصلية، وترمز إلى الرغبة المجهضة أو الحلم المستحيل. يمكن اعتبارها تمثيلاً للأنوثة الغامضة في الرواية.

###### رئيس الصيادين
- هو سلطة غير مرئية تحكم حياة الصيادين في القرية، ترمز إلى النظام الأبوي الصارم الذي يقيد مصير الأفراد دون وضوح أو تفسير.
- الصيادون الآخرون مجموعة من الشخصيات الثانوية التي تشارك الزنجور طقس الصيد اليومي، وهم مجرد ظلال تتحرك في خلفية السرد، يمثلون جماعة تعيش بلا إرادة حقيقية، مستسلمين للقدر الغامض.
- الغراب الأبيض كائن غرائبي يظهر في مشاهد رمزية، أشبه بصوت داخلي أو نذير شؤم، يتكرر ظهوره عند لحظات التحول الحاسمة في حياة الزنجور.

- بحيرة الأصوات رغم أنها مكان، إلا أن البحيرة تُعامل في الرواية ككائن حي تقريبًا، تؤثر على الشخصيات وتبتلع أصواتهم وأحلامهم، ما يجعلها شخصية رمزية قائمة بذاتها.

## الرمزية في الرواية
يستعمل إسماعيل غزالي في موسم صيد الزنجور رمزية معقدة، حيث تتحول البحيرة إلى مرآة للداخل الإنساني، والصيد إلى استعارة للبحث عن الذات والحقيقة. شخصية الزنجور ليست مجرد صياد، بل تجسد الإنسان التائه في مواجهة الأسئلة الوجودية، في عالم تغلفه الغرابة والغموض.وتستلهم رواية "موسم صيد الزنجور" للمغربي إسماعيل غزالي طقوس العيش في جبال الأطلس المغربي كمادة أساسية تدور بشأنها الوقائع الغامضة في بحيرة أسطورية يلتبس فيها الواقع بالخيال، ويتداخل فيها الجمال بالقبح، وتحتدم فيها صراعات الأهواء والرغبات والمآسي.
تجتمع فيها -بمحض الصدفة- كائنات بشرية من كل الجنسيات، بحثا عن أشياء أو أفكار أو مشاريع مستحيلة، سرعان ما تؤوب إلى غيرها بفعل الأقدار الغريبة التي تجلل المكان، ويكون من سوء المصادفات أن تتقاطع أحلام الشخصيات ومطامحها ومخاوفها، بل وتتشابه مصائرها أيضا، وكأن لعنة قدرية استبدت بهذا الفضاء الخرافي الجميل.

## تقنيات الحكي
يعتمد إسماعيل غزالي في السرد على التشظي والتكرار، إضافة إلى الحكي الدائري، حيث تتكرر الأحداث وتتوالد الحكايات داخل بعضها البعض، في ما يشبه الحكاية المتاهة. كما يوظف تقنيات الاسترجاع والاستباق، ما يعكس وعيا باللعب الزمني داخل الرواية.
1. ثنايية الحياة والموت يحضر في الرواية الصراع الأزلي بين الحياة والموت، عبر تصوير الزنجور ككائن معلق بين العالمين، إذ يعيش في منطقة وسطى، لا هو في عالم الأحياء التام ولا في عالم الموتى الكامل. تحيط به أشباح وكائنات تائهة، مما يجعل الرواية تأملًا فلسفيًا في فكرة العبور والانتقال.
2. ثيمة الصيد في الرواية لا يقتصر على معناه الحرفي، بل يتحول إلى تيمة رمزية عميقة، حيث يمثل صيد الزنجور بحثًا عن أجوبة داخلية، عن خلاص روحي، وربما عن معرفة ضائعة في عمق الذات والذاكرة. كل رحلة صيد في البحيرة الغريبة هي بمثابة غوص في باطن النفس، ومحاولة للقبض على المعنى وسط الفوضى واللايقين.

## التلقي النقدي
حظيت الرواية باهتمام النقاد بوصفها عملاً تجريبيًا في الرواية المغربية المعاصرة، وخروجًا عن أنماط السرد الواقعي التقليدي. وقد اعتبرها البعض استمرارًا لمسار الواقعية السحرية في الأدب المغربي، مع لمسة شخصية تجمع بين التأمل الفلسفي والكتابة السينمائية.